# Episodi di Lost (sesta stagione)
La sesta ed ultima stagione della serie televisiva Lost è stata trasmessa negli Stati Uniti per la prima volta dall'emittente ABC dal 2 febbraio al 23 maggio 2010. La stagione è composta da 16 episodi di cui il primo e l'ultimo di durata maggiore e pari rispettivamente a circa 80 e 105 minuti.
In Italia è stata trasmessa in prima visione sul canale satellitare Fox dal 10 febbraio al 31 maggio dello stesso anno (preceduti, una settimana prima, dalla messa in onda in lingua originale sottotitolata), mentre nella Svizzera italiana è stata trasmessa su RSI LA2 dal 21 marzo al 6 giugno 2010. È stata successivamente trasmessa in chiaro su Rai 2 dal 5 luglio al 9 agosto 2010.
Nonostante il buon successo (anche a livello internazionale), questa stagione ha diviso pubblico e critica, suscitando anche critiche negative. Tali critiche sono rivolte principalmente alla sua struttura narrativa (totalmente diversa rispetto a quella delle scorse stagioni), alla mancata spiegazione di vari misteri (alcuni dei quali, però, deducibili da alcuni dettagli sparsi nei vari episodi) e all'episodio finale (considerato non in linea con il resto dei contenuti della serie), il quale però risulta essere l'episodio più visto dall'inizio della quarta stagione.
| nº | Titolo originale     | Titolo italiano                  | Prima TV USA     | Prima TV Italia  |
| -- | -------------------- | -------------------------------- | ---------------- | ---------------- |
| 1  | LA X                 | Los Angeles LA X - 1ª e 2ª parte | 2 febbraio 2010  | 10 febbraio 2010 |
| 2  | What Kate Does       | Quello che fa Kate               | 9 febbraio 2010  | 17 febbraio 2010 |
| 3  | The Substitute       | Il sostituto                     | 16 febbraio 2010 | 24 febbraio 2010 |
| 4  | Lighthouse           | Il faro                          | 23 febbraio 2010 | 3 marzo 2010     |
| 5  | Sundown              | Tramonto                         | 2 marzo 2010     | 10 marzo 2010    |
| 6  | Dr. Linus            | Dottor Linus                     | 9 marzo 2010     | 17 marzo 2010    |
| 7  | Recon                | Ricognizione                     | 16 marzo 2010    | 24 marzo 2010    |
| 8  | Ab Aeterno           | Ab aeterno                       | 23 marzo 2010    | 31 marzo 2010    |
| 9  | The Package          | Il pacco                         | 30 marzo 2010    | 7 aprile 2010    |
| 10 | Happily Ever After   | E vissero felici e contenti      | 6 aprile 2010    | 14 aprile 2010   |
| 11 | Everybody Loves Hugo | Tutti amano Hugo                 | 13 aprile 2010   | 21 aprile 2010   |
| 12 | The Last Recruit     | L'ultima recluta                 | 20 aprile 2010   | 5 maggio 2010    |
| 13 | The Candidate        | Il candidato                     | 4 maggio 2010    | 12 maggio 2010   |
| 14 | Across The Sea       | Al di là del mare                | 11 maggio 2010   | 19 maggio 2010   |
| 15 | What They Died For   | Quello per cui sono morti        | 18 maggio 2010   | 26 maggio 2010   |
| 16 | The End              | La fine - 1ª e 2ª parte          | 23 maggio 2010   | 31 maggio 2010   |

## Los Angeles LA X - 1ª e 2ª parte
- Titolo originale: LA X
- Diretto da: Jack Bender
- Scritto da: Damon Lindelof e Carlton Cuse
- Episodio dedicato a: Jack, Kate, Locke, Hurley, Sawyer, Sayid, Jin e Sun

### Trama
Dopo lo scoppio della bomba alla fine della precedente stagione, vengono presentate due differenti realtà.
Nella prima, il volo Oceanic 815 riesce ad atterrare senza problemi a Los Angeles nel 2004, mentre l'isola è sprofondata nell'oceano. A bordo dell'aereo Jack, dopo aver incontrato Desmond, ha dovuto salvare Charlie da morte certa, dopo che questi ha ingerito un sacchetto di eroina. Boone sta tornando da Sydney da solo; Rose e Bernard sono di nuovo insieme; Kate è ancora prigioniera dello sceriffo; Sayid torna con la speranza di trovare Nadia e aiuta Jack a tirare fuori dal bagno Charlie; Jin e Sun tornano dal viaggio di lavoro, con lui ancora incapace di parlare inglese; Locke è paralizzato; Hugo si autodefinisce «baciato dalla fortuna» ed è un affermato imprenditore, seduto sull'aereo accanto a Sawyer.

Una volta arrivati a terra, cominciano i problemi per tutti: Jack scopre che la bara contenente il corpo del padre è andata smarrita e non se ne ha più traccia; Jin viene portato in custodia poiché non riesce a spiegare il possesso di una grossa somma di denaro trovata nelle sue valigie e Sun non lo aiuta, fingendo di non saper parlare inglese; Charlie viene portato via in manette; Kate riesce a sfuggire allo sceriffo e, fuori dall'aeroporto, dirotta un taxi, che però ha già un passeggero a bordo: Claire.
Nella seconda realtà, i sopravvissuti sono tornati al presente (nel 2007), ma sono ancora sull'isola. Kate, Sawyer, Miles, Hurley, Jin e Jack si risvegliano nei pressi della botola del Cigno, implosa dopo che Desmond ha girato la chiave di sicurezza. C'è anche Sayid, gravemente ferito. All'improvviso, si sentono delle urla provenire dall'interno della botola: Juliet è ancora viva, ma le sue condizioni sono gravissime e gli sforzi di James per salvarla sono inutili. Dopo aver detto poche parole («devo dirti una cosa molto, molto importante»), la donna muore. Sawyer è furioso con Jack: nulla è cambiato, sono ancora sull'isola però Juliet è morta. Nel frattempo, Hurley ha una visione del defunto Jacob, che gli dice che per salvare Sayid dovrà portarlo al Tempio, portando con sé la custodia di chitarra che gli ha dato a Los Angeles.

Il mattino successivo, Sawyer seppellisce il corpo di Juliet e chiede a Miles di aiutarlo. In seguito, chiede al sensitivo cosa Juliet volesse dirgli prima di morire: la risposta è: «Ha funzionato».

Intanto, il resto del gruppo decide di seguire le indicazioni date a Hurley da Jacob e si dirige verso il Tempio. Una volta entrati nei sotterranei, vengono tutti catturati dagli Altri, guidati da Lennon e Dogen, che progettano di ucciderli. A salvarli è Hurley, che dice di essere stato mandato da Jacob e mostra loro la custodia. All'interno di quest'ultima c'è una grossa ankh di legno che, una volta spezzata in due da Dogen, rivela un messaggio al suo interno. Dopo aver letto il messaggio, Dogen consente al gruppo di entrare nel Tempio. Secondo Lennon, il messaggio diceva di curare Sayid oppure sarebbero stati tutti nei guai.

Il corpo di Sayid viene portato dagli Altri presso una sorgente che sgorga all'interno della struttura e vi viene immerso per un periodo di tempo determinato da una clessidra. Il tentativo è però inutile: Sayid muore. Hurley viene interrogato da Dogen, che vuole sapere cosa gli ha detto Jacob e quando questi arriverà al Tempio. Quando Hurley riferisce della morte del capo degli Altri, Dogen e Lennon avvertono tutti di preparare a difendersi, di spargere cenere lungo i bordi del tempio e di lanciare un razzo di segnalazione. Lennon spiega che tutto ciò è per far sì che "lui" non entri. Poco dopo, nella stanza della sorgente (dove nel frattempo sono stati portati anche Miles e Sawyer), Sayid si risveglia.
Alla statua, il falso Locke chiede a Ben di andare a chiamare Richard. All'esterno della statua, tutti si stanno ancora chiedendo chi sia il falso Locke e, quando Ben esce a chiamare Richard, questi rifiuta e al suo posto vanno Bram e altri due appartenenti al gruppo di Ilana. A questo punto il falso Locke si rivela nelle sembianze del mostro di fumo, ed è sotto questa forma che uccide i nuovi arrivati. Ben capisce di essere stato usato dal mostro; questi gli dice di aver ammirato Locke, l'unico fra tutti a voler rimanere sull'isola per fuggire dalla sua patetica vita, ma il suo scopo è completamente diverso: lui vuole tornare a casa.

All'esterno, Richard e il resto del gruppo hanno avvistato il razzo di segnalazione lanciato dal Tempio, ma dalla statua esce il falso Locke che dà segno di riconoscere Richard («sono felice di vederti libero da quelle catene»), prima di stordirlo e portarlo via sulle sue spalle, sotto gli occhi di Frank e Sun e passando davanti al cadavere di John Locke disteso sulla sabbia.
- Guest star: Mark Pellegrino, Elizabeth Mitchell, Hiroyuki Sanada, Ian Somerhalder, Dominic Monaghan, L. Scott Caldwell, Sam Anderson, John Hawkes, Kimberley Joseph, Greg Grunberg, Brad William Henke, Fredric Lehne, Daniel Roebuck, Sean Whalen, Mickey Graue, Kiersten Havelock, David Coennen, Shawn Lathrop, Percival Scott III, Troy Vincent, Mark Ashing, Kesha Diodato, Kelly Kraynek, David H. Lawrence XVII

## Quello che fa Kate
- Titolo originale: What Kate Does
- Diretto da: Paul A. Edwards
- Scritto da: Edward Kitsis e Adam Horowitz
- Episodio dedicato a: Kate e Claire

### Trama
Nella Los Angeles del 2004, l'autista del taxi dirottato da Kate riesce a scappare ed è la fuggitiva a dover impugnare il volante. Poco dopo, fa scendere anche Claire dall'auto e si dirige verso un'officina, dove si fa togliere le manette. Mentre si cambia, trova nella borsa che ha preso a Claire tutto il necessario per accudire un bambino e una foto della ragazza incinta. Kate torna così sui suoi passi e prima accompagna Claire dalla famiglia che avrebbe dovuto adottare il bambino, ma la potenziale madre è stata lasciata dal marito e non vuole più adottare il piccolo, e poi all'ospedale, dopo che Claire comincia ad avere le contrazioni. Accudita da un medico, il dottor Goodspeed, Claire accetta di prendere delle medicine per ritardare il parto, ora troppo anticipato. In seguito, dopo aver sviato dei detective a caccia di Kate, dà alla ragazza la sua carta di credito e le due si salutano.
Sull'isola, Sawyer riesce a scappare dal Tempio durante una discussione. Kate si offre di andarlo a recuperare, accompagnata da Jin e da due Altri. Ben presto anche la ragazza scappa, stordendo gli Altri e abbandonando Jin. Si riunisce con Sawyer alla Base: l'uomo sta piangendo, nella casa che era stata sua e di Juliet, e si dà la colpa della morte della donna, perché è stato lui a farla rimanere sull'isola. Kate lo lascia e s'incammina verso il Tempio.
Sayid, intanto, viene torturato da Dogen per avere una "diagnosi". Quando Jack chiede spiegazioni, gli viene detto che Sayid è stato infettato, e che l'unica cura è una pillola che Jack dovrà dare all'iracheno. Jack però non si fida: si rifiuta di somministrare il farmaco e riesce in seguito a far confessare Dogen. La pillola era in realtà veleno, e Sayid doveva essere ucciso perché "reclamato", posseduto da un'oscurità che, se dovesse arrivare al suo cuore, lo cambierebbe per sempre. Dogen rivela poi a Jack che tutto ciò è già successo anche a sua sorella, Claire. Nel frattempo, nella foresta, Jin viene rintracciato dai due Altri di scorta ed è sul punto di essere giustiziato ma viene salvato da due colpi di fucile che abbattono i due. A sparare è stata proprio Claire.
- Guest star: Hiroyuki Sanada, William Mapother, John Hawkes, Rob McElhenney, David H. Lawrence XVII, Dayo Ade, Daniel Roebuck, Jeff Kober, Jenni Blong, Traci Lee Burgard, Tania Kahale, Yasmin Dar

## Il sostituto
- Titolo originale: The Substitute
- Diretto da: Tucker Gates
- Scritto da: Elizabeth Sarnoff e Melinda Hsu Taylor
- Episodio dedicato a: John

### Trama
Nella realtà del 2004, Locke arriva a casa, dopo il ritorno dall'Australia sul volo 815, e viene accolto dalla sua fidanzata, Helen, che sposerà a breve. Quindi torna al lavoro, dove il suo supervisore, Randy, lo affronta circa il fatto che ha mancato di partecipare a una conferenza della società mentre era a Sydney a loro spese. Locke cerca di scusarsi, ma Randy lo licenzia. Quando lascia l'edificio, Locke si trova impossibilitato a salire sulla sua auto a causa di un'altra vettura mal parcheggiata. Il proprietario della vettura, che si rivela essere Hurley, è anche il proprietario della società. Locke gli riferisce che Randy lo ha licenziato e Hugo si offre di trovargli un altro lavoro presso una sua agenzia di collocamento, coordinata da Rose. La donna gli trova lavoro come supplente di biologia in una scuola in cui lavora anche Ben come insegnante di storia europea. A casa, Locke rivela a Helen di essere stato licenziato e le spiega il motivo. Helen lo incoraggia a chiamare Jack, il chirurgo incontrato in aeroporto che gli aveva offerto di visitarlo. Locke si rifiuta di farlo perché non crede nei miracoli e vuole che Helen lo ami per quello che è.
Nel presente, sull'isola, il falso Locke tenta di reclutare Richard e James per provare a lasciare l'isola. Promette a ciascuno di loro risposte sull'isola, ma mentre Richard si rifiuta di seguirlo, Sawyer accetta la proposta e si incammina con lui. Nella giungla, entrambi vedono un ragazzo biondo, che il falso Locke insegue. Quando lo raggiunge il ragazzo gli dice: «Conosci le regole, non ucciderlo, non puoi». Il falso Locke si arrabbia e gli dichiara a gran voce che non deve venirgli a dire quello che non può fare, frase già pronunciata altre volte dal vero Locke. Nel frattempo, Richard incontra Sawyer, mettendolo in guardia circa le vere intenzioni del falso Locke (ucciderli tutti) ed esortandolo a seguirlo verso il Tempio, ma fugge via prima di poter spiegare tutto intimorito dal ritorno del falso Locke. Quest'ultimo conduce Sawyer in una grotta, dove ci sono molti cognomi scritti sul soffitto, tutti cancellati meno Jarrah, Shephard, Reyes, Kwon, Ford e Locke, ognuno dei quali corrisponde ad uno dei numeri. Il falso John cancella il cognome "Locke", ormai defunto. Il falso Locke spiega che tutti sono stati portati sull'isola da Jacob, perché sarebbero i candidati alla sua sostituzione nel ruolo di custodi dell'isola: a un certo punto della sua vita, anche Sawyer è stato, come gli altri, manipolato da Jacob e quelle che pensava essere sue arbitrarie scelte sarebbero invece state determinate da Jacob, al fine di condurlo all'isola. Dice a Sawyer di avere tre scelte: non fare nulla, accettare di proteggere l'isola o lasciarla per sempre insieme a lui. Quando Sawyer chiede da cosa l'isola debba essere protetta, la risposta è "da niente". Sawyer accetta di partire con lui.
Nel frattempo, alle rovine della statua, Ilana chiede a Ben cosa sia successo ai suoi compagni. Ben descrive il modo in cui sono stati uccisi dal falso Locke. La donna gli chiede poi se il falso Locke ha ucciso anche Jacob e Ben, mentendo, dice di sì. Ben dice che Jacob è poi bruciato nel fuoco, e Ilana prende un po' di cenere di Jacob da mettere in un sacchetto. Ilana sostiene poi che il falso Locke è bloccato nella sua forma attuale. Fuori, la maggior parte degli Altri se ne è andata, lasciando solo Sun e Frank che insieme a Ben e Ilana si recano al Tempio. Sun insiste sul fatto che devono prima seppellire il corpo di Locke. Al funerale improvvisato, Ben ricorda brevemente Locke, definendolo un credente e un uomo migliore di lui e dichiarandosi molto dispiaciuto di averlo ucciso.
- Guest star: L. Scott Caldwell, Billy Ray Gallion, Kenton Duty, Joshua Smith, Katey Sagal, Suzanne Krull, Eddie L. Cavett

## Il faro
- Titolo originale: Lighthouse
- Diretto da: Jack Bender
- Scritto da: Damon Lindelof e Carlton Cuse
- Episodio dedicato a: Jack

### Trama
Nella Los Angeles del 2004 non c'è ancora nessuna traccia della bara di Christian. Jack è al telefono con la madre e le promette di andarla ad aiutare a trovare il testamento del padre nel pomeriggio. Subito dopo, Jack va a prendere a scuola David, suo figlio adolescente, per passare un po' di tempo con lui dopo il divorzio dalla madre. I rapporti tra i due però sono tesi, un po' come fra Jack e Christian. Dopo aver aiutato la madre a trovare il testamento (in cui viene citata anche Claire), al suo ritorno Jack non trova più a casa David e va a cercarlo a casa della madre, dove da una segreteria telefonica scopre di una sua audizione in un conservatorio. Jack decide di assistere all'audizione (incontrandovi Dogen, padre di un altro allievo, con il quale scambia due parole) e, quando David esce, riesce a ristabilire un po' i rapporti.
Sull'isola, Hurley riceve delle istruzioni da Jacob, che dovrà seguire insieme a Jack. Per convincere quest'ultimo, Hurley dice a Jack che "ha gli attributi", come Jacob gli ha suggerito di dire (e come Christian non diceva a Jack da piccolo). Jack decide così di seguire Hurley fuori dal Tempio, seguendo le istruzioni che Hugo ha appuntate sul braccio. Lungo il tragitto incontrano Kate, che però intende proseguire sulla sua strada alla ricerca di Claire. I due arrivano infine alla meta scelta per loro da Jacob: un antico faro, che dovranno accendere per far sì che "qualcuno" trovi l'isola. Nessuna traccia però di Jacob, che Jack aveva detto di voler incontrare. Arrivati in cima al faro, Hurley comincia a girare gli specchi su 108º secondo le istruzioni di Jacob, ma Jack si accorge che sulla ruota che fa da base agli specchi sono scritti molti nomi, tra cui il suo. Quando l'ago della ruota punta su quel nome, Jack può vedere negli specchi la sua casa natale e, resosi conto di essere stato osservato da Jacob fin da piccolo, distrugge gli specchi per rabbia. Jacob compare finalmente a Hurley: non sembra interessato agli specchi distrutti, chi sta arrivando sull'isola troverà un modo per arrivare comunque. Spiega poi a Hurley che Jack è sull'isola per fare qualcosa, ma che deve scoprire da solo di cosa si tratta, ed aggiunge che doveva assolutamente allontanarli dal Tempio, perché lì sta arrivando qualcosa di pericoloso ed è troppo tardi per impedire che accada.
Nel frattempo, Jin viene liberato da Claire, rimasta per tre anni sull'isola e ormai molto simile a Danielle. La ragazza conduce al suo accampamento uno degli Altri che avevano accompagnato Kate e Jin, Justin, lo lega e lo minaccia di morte con un'ascia se non le dirà dov'è suo figlio. Approfittando di un momento in cui Claire è assente, Justin spiega a Jin che la conosce bene e che presto li ucciderà entrambi se non scappano immediatamente. Claire però sopraggiunge e continua a chiedere di Aaron. Justin continua a dirle di non saperne niente, ma Claire non gli crede, e dice a Jin di aver saputo, da suo padre e dal "suo amico" che suo figlio è stato rapito dagli Altri. Improvvisamente Jin dice la verità: è Kate ad avere allevato il bambino negli ultimi tre anni. Claire si blocca un momento, poi pianta l'ascia nello stomaco di Justin, uccidendolo. Più tardi, Jin nega le sue affermazioni, sostenendo di avere detto quelle cose solo per salvare la vita a Justin. Claire dice di essere contenta, perché altrimenti avrebbe dovuto uccidere Kate. Poco dopo arriva al campo il falso Locke: Jin riconosce in lui John, ma Claire lo corregge. Non è Locke, è il suo "amico".
- Guest star: Mark Pellegrino, Hiroyuki Sanada, Dayo Ade, Veronica Hamel, Dylan Minnette, Sean Kinerney

## Tramonto
- Titolo originale: Sundown
- Diretto da: Bobby Roth
- Scritto da: Paul Zbyszewski e Graham Roland
- Episodio dedicato a: Sayid

### Trama
Nella realtà del 2004, Sayid, tornato da un viaggio di lavoro in Australia per conto di una compagnia petrolifera, va a trovare Nadia. In questa realtà, la donna è la moglie di suo fratello Omer, con cui ha avuto due bambini. Omer spiega a Sayid che per espandere la sua attività ha chiesto un prestito a uno strozzino che non gli dà pace, e prega il fratello di aiutarlo a liberarsi di lui, facendo leva sul suo passato in Iraq. Sayid si rifiuta, sostenendo di essere cambiato da allora. Il giorno dopo, Omer viene aggredito e ricoverato in ospedale e solo le preghiere di Nadia convincono Sayid a non cercare gli strozzini per vendicarsi. Il giorno seguente, Sayid viene contattato da un uomo che lo porta dallo strozzino, che si rivela essere Martin Keamy. L'uomo ribadisce che Omer dovrà pagarlo, ma Sayid si ribella e riesce a uccidere sia Keamy che i suoi scagnozzi. All'interno del ristorante dove era stato portato, Sayid trova un uomo chiuso nella cella frigorifera: Jin.
Sull'isola, nel 2007, Sayid chiede spiegazioni a Dogen. Questi gli risponde che ciò a cui era stato sottoposto era un test per verificare da che lato pendesse la sua anima e che, visti i risultati, sarebbe meglio se fosse morto. Dopo una breve lotta, Dogen riesce ad avere la meglio su Sayid e gli intima di lasciare il Tempio. Nel frattempo, su ordini del falso Locke, Claire entra nella struttura e dice a Dogen che "lui" vuole parlargli. Il giapponese non acconsente poiché sa che verrebbe ucciso e, dopo aver preso Claire come prigioniera, chiede a Sayid di uscire dal Tempio e di uccidere quell'uomo, da lui definito l'incarnazione del male. Sayid esce e incontra il falso Locke ma, pur conficcandogli nel petto il pugnale datogli da Dogen, l'uomo non muore. Il falso Locke gli dice allora che Dogen sapeva in realtà che la pugnalata non avrebbe sortito effetto e che ciò rappresentava solo un altro tentativo di Dogen di farlo fuori. Il falso Locke incarica così Sayid di recapitare un messaggio per gli Altri che si trovano al Tempio: Jacob è morto e lui sta per lasciare l'isola, chi vuole unirsi a lui lo faccia prima del tramonto, gli altri moriranno. Al Tempio si scatena il panico: la maggior parte degli Altri ha perso le speranze e sceglie di unirsi al nuovo arrivato. Kate, tornata al Tempio, riesce ad avere un colloquio con Claire e le dice della sorte di Aaron. Poco prima del tramonto, Sayid va da Dogen nella sala della sorgente e quando questo gli chiede se resterà al Tempio o se ne andrà, Sayid risponde che resterà, gettandosi subito dopo con Dogen nella sorgente, affogandolo. Dopo l'uccisione di Dogen, arriva Lennon, che, vedendo il corpo senza vita del giapponese, dice che ora "lui" è libero di entrare; Sayid lo colpisce con il pugnale uccidendolo a sangue freddo. Il falso Locke, sotto le sembianze del fumo nero, entra e stermina chiunque si trovi sulla sua strada. Kate riesce a salvarsi scendendo nella buca in cui è prigioniera Claire, mentre Miles si rifugia in una stanza dove viene raggiunto da Ilana, Frank, Sun e Ben, appena arrivati al Tempio. Ilana conduce tutti in un passaggio segreto per metterli in salvo, tranne Ben, andato a cercare Sayid. Quando Ben lo trova, accorgendosi che è stato ormai completamente corrotto, scappa via.
Sulle note della ninna nanna di Claire, il falso Locke lascia il Tempio con gli Altri, Sayid, Claire ed una stupefatta Kate.
- Guest star: Hiroyuki Sanada, Kevin Durand, Kimberley Joseph, John Hawkes, Anthony Azizi, Andrea Gabriel, Cas Anvar, Kiersten Havelock, Mickey Graue, Kailee Velasco, Peter Stray, David Griffith, Aramis Knight, Salvatore Abbadessa

## Dottor Linus
- Titolo originale: Dr. Linus
- Diretto da: Mario Van Peebles
- Scritto da: Edward Kitsis e Adam Horowitz
- Episodio dedicato a: Ben

### Trama
Nella realtà del 2004, Ben è un insegnante di storia europea, in contrasto con il preside della scuola che sminuisce l'importanza dei suoi corsi e gli ordina di occuparsi delle ore di punizione nel doposcuola. Tornato a casa deve anche occuparsi del padre Roger, che si dispiace per la carriera del figlio e avrebbe preferito che fossero entrambi rimasti sull'isola, garanzia, secondo lui, di un futuro migliore. Il giorno dopo, durante una ripetizione con una sua alunna, Alex, viene a sapere che il preside ha dei rapporti sessuali con una delle infermiere all'interno della scuola. Ben decide di usare questa informazione a suo vantaggio e, con l'aiuto del collega Arzt, minaccia il preside con delle mail scambiate tra lui e l'infermiera chiedendo il suo posto. Deve però cedere quando il preside gli risponde minacciandolo di non raccomandare Alex per l'ingresso all'università di Yale.
Sull'isola, Ben si riunisce al gruppo di Ilana, ma viene smascherato da Miles che, sotto richiesta della ragazza, rivela essere stato Ben a uccidere Jacob. Tornati alla spiaggia, Ilana lega Ben a un albero e, tenendolo sotto tiro, gli impone di scavare la sua stessa tomba: per la ragazza, Jacob era come un padre. Approfittando di un momento di distrazione di Ilana, il falso Locke libera Ben e gli propone di restare sull'isola come guardiano dopo che lui se ne sarà andato. Se vuole accettare, lo aspetterà all'isola dell'Idra. Poco dopo Ben scappa, inseguito da Ilana, e trova il fucile promessogli dal falso Locke. Puntandolo verso la ragazza, le spiega che ha ucciso Jacob per rabbia, pauroso di perdere il suo potere dopo aver già perso Alex. Ora andrà da "Locke", a quanto pare l'unico a volerlo. Ilana accetta di accoglierlo nel gruppo e insieme tornano alla spiaggia.
Nel frattempo, Jack e Hurley stanno tornando dal faro, diretti al Tempio, e incontrano Richard, che indica loro un'altra strada per giungere a destinazione. L'uomo, in realtà, li conduce alla Roccia Nera e, quando Jack chiede spiegazioni, dice di essere passato dal Tempio e di non aver trovato nessun superstite (nessuno, però, dei passeggeri dell'Oceanic 815). Quindi entra nella nave, seguito dagli altri due, e spiega di aver dedicato tutta la sua vita a Jacob, convinto che questi avesse un piano, ma ora che è morto questa vita non ha più un senso. Chiede quindi a Jack e Hurley di ucciderlo, perché essendo stato toccato da Jacob non può farlo da sé. Jack sembra acconsentire e accende un candelotto di dinamite. Rimane però lì, dicendo a Richard che Jacob, dopo averlo condotto al faro e avergli fatto vedere ciò che c'era all'interno, deve essersi assicurato che il chirurgo non potesse morire. La miccia infatti si spegne, e Richard chiede a Jack cosa dovrebbero fare adesso. Jack conduce Richard e Hurley alla spiaggia, dove vengono accolti dal gruppo di Ilana.
A poca distanza dall'isola, si sta avvicinando un sottomarino. A bordo c'è Charles Widmore.
- Guest star: Alan Dale, Daniel Roebuck, William Atherton, Tania Raymonde, Jon Gries, Steve Boatright

## Ricognizione
- Titolo originale: Recon
- Diretto da: Jack Bender
- Scritto da: Elizabeth Sarnoff e Jim Galasso
- Episodio dedicato a: Sawyer

### Trama
Nella realtà del 2004, Sawyer è un detective della polizia di Los Angeles, partner di Miles. Anche in questa realtà è rimasto orfano dei genitori a causa della truffa orchestrata da Anthony Cooper, e si trovava sul volo 815 per seguire una pista che lo avrebbe portato all'uomo. Dopo aver mandato all'aria un appuntamento con un'amica del partner, Charlotte, colpevole di curiosare tra i suoi appunti sull'uomo, James decide di spiegare tutto all'amico, ma vengono interrotti da un'auto che si schianta contro di loro. Dopo un breve inseguimento, riescono a catturare il guidatore: Kate.
Sull'isola, il gruppo formato dal falso Locke, Sayid, Claire, Kate e dagli Altri si riunisce a Sawyer e Jin. All'inizio apparentemente pacifica nei confronti di Kate, Claire la aggredisce rivelando tutta la sua rabbia nei confronti della donna, poiché le ha portato via il suo bambino. Kate chiede aiuto a Sayid che invece resta solo a guardare. A salvarla è il falso Locke, che spiega a Claire come Kate abbia solo fatto quello che doveva. Più tardi, parla con Kate e le dice che anche lui ha avuto una madre pazza, prima di assumere la forma attuale. Tornati al campo, Claire abbraccia Kate e la perdona.
Nel frattempo, Sawyer è stato inviato in ricognizione sull'isola Idra dal falso Locke. Oltre ai cadaveri del volo Ajira, trova una donna, Zoe, che dice di essere l'unica sopravvissuta. James è però dubbioso e poco prima di ripartire per l'isola principale minaccia Zoe con una pistola, ordinandole di dirgli la verità. La giovane a questo punto rivela la sua identità: fa parte dell'equipaggio arrivato sull'isola con il sottomarino di Charles. Ad un segnale convenuto, i suoi compagni catturano James e lo portano da Widmore. A questo punto, Sawyer decide di fare il doppio gioco: dice a Widmore di poter riferire al falso Locke di non aver trovato nessuno sull'isola Idra, in cambio della possibilità di lasciare l'isola; tornato sull'isola, rivela invece al falso Locke dell'accordo stipulato con Widmore, in modo da poterlo cogliere di sorpresa cambiando il loro piano d'attacco. Poco dopo confessa a Kate che il suo reale obiettivo è quello di lasciare che i due combattano fra di loro, permettendo a lui e a Kate di rubare il sottomarino e andarsene finalmente dall'isola.
- Guest star: Alan Dale, Rebecca Mader, Kimberley Joseph, Sheila Kelley, Mickey Graue, Kiersten Havelock, Neil Hopkins, Jodi Lyn O'Keefe, Fred Koehler, Christopher Johnson, Allen Cole, Michael Green

## Ab aeterno
- Titolo originale: Ab Aeterno
- Diretto da: Tucker Gates
- Scritto da: Melinda Hsu Taylor e Greggory Nations
- Episodio dedicato a: Richard
- Note: l'episodio dura circa 46 minuti, sei in più rispetto ai normali 40

### Trama
Nel 1867 Richard, il cui vero nome è Ricardo, abita a Tenerife, nelle isole Canarie, ed è sposato con Isabella, gravemente malata. Un lungo viaggio per chiamare un medico è inutile, poiché Richard viene respinto da questi, che vuole essere pagato molto di più di quanto offertogli. In uno scatto d'ira, Ricardo uccide accidentalmente il medico e scappa con una medicina, ma quando torna a casa Isabella è già morta.
Ricardo viene arrestato. In carcere, spiega a un frate il progetto, ormai sfumato, di partire per le Americhe con Isabella. Il giorno dopo, il frate lo conduce da un uomo di nome Whitfield che, saputo che Ricardo parla inglese, lo compra per conto di Magnus Hanso come schiavo per la Roccia Nera, in partenza per il Nuovo Mondo. Durante il viaggio la nave si imbatte in una bufera, forte al punto da scagliare la nave sull'isola, dopo aver impattato contro la statua e finendo nella giungla.
Ricardo si sveglia, chiedendo aiuto. L'uomo che lo aveva comprato comincia ad uccidere i sopravvissuti legati nella stiva dicendo che se li avesse liberati avrebbe corso il rischio di essere ucciso. In quel momento arriva il mostro di fumo, che incomincia a uccidere tutti risparmiando Ricardo che ora si trova legato nella stiva senza acqua né cibo. Giorni dopo, ha una visione della moglie. Lui la fa scappare quando sente avvicinarsi il fumo ma la donna viene presa e trascinata via, tra grida e urla. In seguito arriva l'Uomo in Nero, che propone a Ricardo di liberarlo dalle catene di cui è prigioniero se questi avesse promesso di obbedirgli. Ricardo acconsente e l'Uomo gli consegna un pugnale e gli chiede di uccidere "il Diavolo", che avrebbe preso sua moglie. L'Uomo in Nero gli rivela anche di essere il Fumo Nero, di essere stato tradito dal "Diavolo", perdendo così la propria umanità, e di desiderare fortemente di andare via dall'Isola, che definisce come l'Inferno.
Ricardo si dirige alla statua ormai in pezzi ma viene assalito dal Diavolo, in realtà Jacob. La colluttazione termina con Ricardo che chiede dove sia sua moglie, ma Jacob dice di non conoscerla. Per convincere Ricardo di non essere all'Inferno, gli infila la testa sott'acqua finché questi non dice di voler vivere. Prende poi il tappo di una bottiglia di vino e gli dice di immaginarla come l'isola su cui si trova: come il tappo trattiene il vino nella bottiglia, l'isola trattiene il male dal diffondersi nel mondo. A quanto dice Jacob, è stato lui stesso ad attirare la nave sull'isola, per dimostrare al suo rivale che si sbaglia sul fatto che gli uomini siano tutti corruttibili ed incapaci di discernere il bene dal male. Molte altre persone sono state attirate inconsapevolmente da lui sull'isola, ma ora sono tutte morte. Propone poi a Ricardo di diventare il suo portavoce, non volendo lui interferire sulla vita delle persone che arrivano sull'isola, desiderando invece che questi compiano da soli e consapevolmente le loro scelte tra bene e male. In cambio, su richiesta di Ricardo, che in un primo momento aveva chiesto di poter riavere la moglie accanto a sé, desiderio impossibile da esaudire, gli darà la vita eterna. Ricardo ritorna quindi dall'uomo in nero dicendogli che ora lavora per Jacob, e gli consegna un sasso bianco, un regalo da parte dello stesso Jacob. L'Uomo in Nero, pur dispiaciuto, gli dice che la sua offerta è sempre valida se un giorno cambierà idea; gli ridà il crocefisso che Richard aveva perso sulla nave, appartenuto alla moglie, e scompare. Ricardo lo seppellisce. In seguito, Jacob e l'Uomo in Nero si incontrano: il primo regala al secondo la bottiglia di vino, e dichiara che, finché resterà in vita, non gli consentirà di allontanarsi dall'isola; l'Uomo in Nero gli dichiara che quindi sarà costretto ad ucciderlo. Rimasto solo, l'uomo in nero parlando tra sé e sé si dichiara convinto di poter lasciare l'isola prima di quanto Jacob possa immaginare. Detto questo, rompe la bottiglia sulla roccia.
Nel presente, Ilana è sulla spiaggia con Jack, Hurley, Lapidus, Sun, Ben e Richard e spiega loro di aver incontrato Jacob in ospedale: l'uomo le aveva chiesto di proteggere i sei candidati rimasti, dopo di che le disse che, portati i candidati al Tempio, Richard avrebbe saputo cosa fare. Quest'ultimo però nega e scappa nella giungla. Nella giungla, Richard dissotterra il crocefisso e grida all'Uomo in Nero di aver cambiato idea. Arriva Hurley, che lo ha seguito, dicendo a Richard che in quel momento sta parlando con la moglie Isabella che gli è accanto. Dopo avergli detto che la ama e che sono già insieme, lei scompare. Hurley comunque gli dice che prima di andare via Isabella gli ha detto che Richard deve fare un'ultima cosa: fermare l'Uomo in Nero impedendogli di lasciare l'isola, altrimenti tutti andranno all'Inferno. Nello stesso istante, come se li stesse ascoltando, il falso Locke li guarda da lontano.
- Guest star: Mark Pellegrino, Mirelly Taylor, Juan Carlos Cantu, Izzy Diaz, Santiago Montone, Titus Welliver, Steven Elder, Jose Yenque, Davo Coria, Sonya Masinovsky

## Il pacco
- Titolo originale: The Package
- Diretto da: Paul Edwards
- Scritto da: Paul Zbyszewski e Graham Roland
- Episodio dedicato a: Jin e Sun

### Trama
Nella Los Angeles del 2004, Jin viene rilasciato, ma gli viene confiscata l'intera somma che aveva nella valigia. Non è sposato con Sun, ma i due sono comunque amanti, di nascosto dal padre, e il piano della ragazza è quello di fuggire insieme e lasciarsi alle spalle l'opprimente genitore. A complicare la situazione è però Keamy, che arriva all'hotel dove i due risiedono per reclamare i soldi e l'orologio del signor Paik. Sun si offre di pagare di tasca propria la somma dovuta ma in banca, accompagnata da Mikhail Bakunin, che fa da traduttore per Keamy, scopre che il suo conto personale è stato scoperto e prosciugato dal padre, il quale, venuto a conoscenza della relazione tra Jin e Sun, ha incaricato Keamy di porvi fine. 
Nel frattempo al ristorante, Jin, viene salvato in extremis dall'intervento di Sayid che lo libera. Poco dopo Mikhail arriva con Sun, e Jin gli spara, colpendolo all'occhio che sull'isola aveva bendato. Sun, ferita a sua volta durante la colluttazione, si accascia sanguinante e rivela a Jin di essere incinta.
Sull'isola, nel 2007, Sun incontra il falso Locke, che le propone di andare con lui per ritrovare Jin. La ragazza scappa, ma sbatte la testa contro un albero. Più tardi verrà ritrovata da Ben: Sun non è più in grado di parlare inglese, pur continuando a capire questa lingua. Jack le diagnostica un'afasia, dicendole che non sa quanto potrà durare. Nel frattempo Richard e Hurley tornano al campo, e il primo dice al resto del gruppo di prepararsi perché partiranno presto per l'isola Idra. Sun reagisce però male alla notizia, dicendo (in coreano) di non volerli seguire e di voler soltanto trovare Jin. Giunta la sera, è Jack a convincerla a tornare nel gruppo.
Intanto, il campo del falso Locke, durante l'assenza di quest'ultimo, viene attaccato dagli uomini di Widmore, capeggiati da Zoe: tutti i componenti del gruppo vengono narcotizzati, e Jin viene preso come prigioniero e portato all'isola dell'Idra. Tornato al campo, il falso Locke chiede a Sayid cosa sia successo e accortosi dell'assenza di Jin decide di andare a recuperarlo, accompagnato dall'iracheno. Dopo un breve scambio di battute con Widmore sulla seconda isola, il falso Locke ritorna al campo, ma Sayid non è con lui. Nel frattempo, Jin si risveglia nella stanza 23 della stazione Idra e viene accompagnato, su sua richiesta, da Widmore, che gli mostra per la prima volta le foto di sua figlia Ji Yeon. Anche Charles ha una figlia, e capisce quindi come si sente Jin. A suo dire, è arrivato sull'isola proprio per fermare il falso Locke. Quando Jin chiede come farà, Charles gli dice che è giunta l'ora che il coreano veda "il pacco". È però Sayid, emergendo dall'acqua nei pressi del sottomarino, a scoprire per primo l'identità del pacco: Desmond.
- Guest star: Alan Dale, Anthony Azizi, Sheila Kelley, Chad Donella, Larry Joshua, Kevin Durand, Andrew Divoff, Fred Koehler, Natalie Garcia Fryman

## E vissero felici e contenti
- Titolo originale: Happily Ever After
- Diretto da: Jack Bender
- Scritto da: Carlton Cuse e Damon Lindelof
- Episodio dedicato a: Desmond

### Trama
Desmond si risveglia ma non è più nell'ospedale dove si trovava dopo che Ben gli aveva sparato. Mentre cerca invano di farsi dire dove si trova Penny, appare Charles Widmore che lo informa di averlo ricondotto sull'isola e che i suoi cari stanno bene. Desmond non lascia finire Charles di parlare e lo colpisce con l'asta della flebo; Widmore, innervosito dall'accaduto, ordina di dare inizio al test. Utilizzando le strutture della stazione Idra della Dharma, viene creata una stanza in legno con dentro due enormi solenoidi per la creazione di un potente campo elettromagnetico. Durante il primo tentativo di avviare il generatore, un tecnico viene accidentalmente esposto al potente campo elettromagnetico e muore a seguito di ustioni e bruciature. Jin, stupito che Widmore voglia mettere Desmond nel pericoloso apparecchio, chiede spiegazioni e viene a sapere che Widmore vuole testare se è vero che Desmond è davvero in grado di sopravvivere, come ha sentito dire, a un tale evento (come quando ha usato la chiave "failsafe" nell'interrato della stazione Cigno). Così Hume viene legato ad una sedia all'interno della stanza con i solenoidi, e lo stesso Widmore aziona le leve di accensione al posto di un titubante tecnico.
Nella Los Angeles del 2004 Desmond è il braccio destro di Widmore, non è sposato e non conosce Penny. Tornato da un viaggio di lavoro dall'Australia, Desmond riceve l'incarico di recuperare il bassista dei Drive Shaft (Charlie Pace) arrestato per possesso di droga. Questi deve suonare ad una festa insieme al figlio di Widmore. Durante un loro colloquio Charlie dice a Desmond che mentre stava soffocando, in aereo, egli ha visto una bellissima ragazza bionda e se n'è innamorato, sebbene non l'abbia mai vista. Durante il loro viaggio in macchina Charlie fa sbandare la loro auto in mare per far provare a Desmond la stessa sensazione. Mentre Desmond cerca di tirare fuori il chitarrista dall'auto ha un flash della morte di Charlie sull'isola e vede la scritta sulla mano: "Not Penny's Boat ("Non è la nave di Penny"). In ospedale Desmond si sottopone ad una risonanza magnetica, ma mentre è dentro la macchina ha dei flash continui sulla sua vita con Penny. Esce dalla macchina e cerca Charlie per avere spiegazioni; quest'ultimo scappa dicendo che non deve preoccuparsi di lui, ma di trovare questa Penny. Desmond si dirige a casa di Widmore, e più precisamente da Eloise Widmore, moglie di Charles, per avvertirla che i Drive Shaft non suoneranno con il figlio. Lei non si scompone né si arrabbia, ma quando Desmond sente che nella lista degli invitati c'è una Penny, Eloise lo esorta a lasciar perdere perché lui non è ancora pronto per incontrarla. Mentre se ne sta andando Desmond incontra il figlio di Charles ed Eloise, Daniel Widmore (il Daniel Faraday dell'isola), che gli spiega che anche lui ha avuto dei flash, e che di notte si è ritrovato a scrivere equazioni di fisica quantistica senza sapere il perché. Daniel suggerisce così che forse la vita che essi stanno conducendo non è quella che in realtà devono seguire, e gli indica dove trovare Penny, la sua sorellastra. Desmond si dirige allo stadio dove nell'altra vita aveva trovato Jack Shepard e trova Penny che si allena; nello stringerle la mano la storia riprende sull'isola.
Desmond si risveglia dall'esperimento. Sembra molto più mansueto e riferisce a Widmore che lo aiuterà nell'impresa che deve compiere. Mentre Desmond viene portato da alcuni subordinati di Widmore in un luogo non specificato, Sayid attacca le tre persone portando via Desmond che lo segue senza far storie.
Nella Los Angeles del 2004, Desmond scopre di essere svenuto dopo aver dato la mano a Penny, si scusa e le chiede di poter prendere con lei un caffè; lei accetta e si salutano. Tornato nella limousine, Desmond chiede all'autista di procurargli la lista di tutti i passeggeri del suo volo perché sostiene di dover far vedere loro una cosa.
- Guest star: Dominic Monaghan, Alan Dale, Sonya Walger, Sheila Kelley, Fred Koehler, Kayren Butler, Ben Cain, Jonathan Arthur, Hannah Bell, Steve Boatright, Jeremy Davies, Fionnula Flanagan, Fisher Stevens, Sundra Oakley, Grisel Toledo, Haley Williams, Gerard Elmore, Christopher McGahan

## Tutti amano Hugo
- Titolo originale: Everybody Loves Hugo
- Diretto da: Dan Attias
- Scritto da: Edward Kitsis e Adam Horowitz.
- Episodio dedicato principalmente a: Hurley
- Episodio dedicato secondariamente a: Libby e Desmond

### Trama
Nella realtà del 2004, Hurley, che è proprietario di una catena internazionale di fast food, si trova ad una festa con la sua famiglia dove viene elogiato per il suo talento imprenditoriale e per la sua filantropia. Proprio a seguito di una delle sue generose donazioni, in questo caso per permettere l'apertura di un museo archeologico, è eletto Uomo dell'anno e gli viene consegnato un premio a forma di T-Rex. La madre gli fa notare che tutti amano Hugo ma quello che gli manca è una ragazza al suo fianco, così gli propone un appuntamento al buio con una giovane donna in un ristorante. La sera stessa Hurley si reca al ristorante dove aspetta invano l'arrivo della ragazza.
Dopo un po' una donna si avvicina al suo tavolo: Libby. I due cominciano a parlare e lei afferma di conoscerlo e di aver già passato del tempo insieme, ma lui non ricorda niente. I due vengono interrotti dal direttore di una casa di cure mentali che porta via Libby per poi farla salire sul furgoncino per il rientro all'istituto. Hugo ne rimane perplesso ma in fondo conscio della propria sfortuna, e addolorato

In seguito, Hugo incontra Desmond in uno dei suoi fast food. Quest'ultimo gli dice che se sente di avere qualche legame con Libby deve assolutamente parlarle. Hugo si reca dunque all'istituto di igiene mentale, dove grazie ad una generosa donazione convince il direttore della clinica a lasciarlo parlare con Libby. Hurley le chiede, se può, di uscire per fare qualcosa insieme: lei risponde di essere ricoverata di propria volontà e poter quindi uscire, così i due vanno in spiaggia a fare un picnic e mentre lei lo bacia lui ha dei flash della loro vita sull'isola. Desmond intanto osserva da lontano.

Più tardi, alla scuola di Locke, Desmond osserva il supplente da dentro l'auto quando viene interrotto da Ben che gli chiede cosa stia facendo: Hume si inventa una storia su suo figlio e sulla possibilità di iscriverlo a quella scuola. Si salutano e Desmond parte con la macchina, investe volutamente Locke che stava attraversando la strada con la sedia a rotelle e scappa. Ben arriva subito in soccorso di John e fa chiamare un'ambulanza.
Sull'isola, Sayid torna con il pacco segreto di Widmore dal falso Locke. Quest'ultimo resta perplesso nello scoprire che si tratta di Desmond, e chiede a quest'ultimo di seguirlo nella foresta per potergli mostrare qualcosa. Una volta giunti ad un pozzo, John, dopo una discussione sulla differenza tra chi cerca risposte e chi vuole potere, chiede a Desmond come mai lui non mostri segni di paura. Desmond risponde che non avrebbe senso avere paura e l'altro lo spinge di sotto.
Nel frattempo, Hugo è sulla spiaggia sulla tomba di Libby, a parlarle, quando viene interrotto da Ilana decisa a far saltare in aria l'aereo come ha detto Richard. Hugo però ha una visione di Michael che gli rivela che è un errore far esplodere la cabina di volo perché morirebbe tantissima gente. Il ragazzone corre quindi dagli altri per cercare di convincerli a fermarsi ma durante la discussione Ilana muore per l'accidentale esplosione della dinamite che aveva nella borsa. Incerti sul da farsi, gli altri restano lì a pensare finché Hugo, dopo aver trovato un sacchettino, sembra aver cambiato idea affermando che la proposta di Richard, di andare alla Roccia Nera a prendere altra dinamite sia la cosa giusta da fare. Il gruppo parte quindi in direzione dell'ottocentesco relitto arenato nell'entroterra. All'arrivo Hugo fa però esplodere la nave e il gruppo si divide in due: Miles, Ben e Richard vanno a cercare armi nei depositi DHARMA ancora convinti che distruggere l'aereo sia la cosa giusta; Hugo, Jack, Sun e Lapidus vanno a cercare Locke per parlargli e lo trovano grazie a Michael che appare a Hugo. Michael dice anche di essere uno spirito, di non essere solo e che non riesce ad andarsene dall'isola a causa di quello che ha fatto. Conclude chiedendo a Hugo di dire a Libby, se mai la rivedrà, che gli dispiace di averla uccisa.

## L'ultima recluta
- Titolo originale: The Last Recruit
- Diretto da: Steve Semel
- Scritto da: Paul Zbyszewski e Graham Roland
- Episodio dedicato a: Jack, Locke, Sawyer, Sayid, Claire, Jin, Sun e Desmond

### Trama
Nella Los Angeles del 2004, Locke e Sun vengono portati all'ospedale, mentre ciò avviene Sun riconosce Locke e si spaventa. Alla stazione di polizia James Ford ha arrestato Kate mentre indaga insieme a Miles su un caso di omicidio in cui è coinvolto Sayid. Claire si sta dirigendo ad un'agenzia di adozioni, ma incontra Desmond che la convince a fare un salto dal suo avvocato di fiducia, che è Ilana. Destino vuole che Ilana stesse cercando Claire perché citata nel testamento del padre di Jack. Jack, accompagnato dal figlio David, cerca di sapere come Claire conoscesse suo padre e Claire spiega che era anche suo padre; Jack non fa in tempo a riprendersi che viene chiamato dall'ospedale per un caso urgente. Sayid torna a casa da Nadia e le annuncia che sta scappando a causa di ciò che ha fatto (omicidio di Keamy e dei suoi scagnozzi) ma non fa in tempo perché Sawyer e Miles lo arrestano. Jack corre con urgenza all'ospedale dove lo hanno chiamato per curare Locke e vedendolo afferma di aver l'impressione di conoscerlo già, mentre Sun sta bene e riuscirà ad avere il bambino.
Sull'isola il gruppo di Jack e Hurley si è unito al gruppo del falso Locke: Jack ha una discussione con lui, dalla quale si scopre che il mostro di fumo aveva preso in passato le sembianze del padre di Jack. Sawyer ha intenzione di abbandonare Locke per raggiungere Widmore; nel frattempo l'assistente di Widmore, l'esobiologa Zoe, giunge al campo di Locke per chiedere indietro Desmond: hanno un giorno di tempo per consegnarlo altrimenti verranno fatti saltare in aria; in risposta Locke manda Sayid a uccidere l'uomo. Locke decide di andare subito sull'altra isola per salire sull'aereo e quindi manda Kate e Sawyer a prendere la barca a vela di Desmond per portarla in un punto di incontro. Appena Locke si allontana, Sawyer dice a Jack di portare tutti i compagni, tranne Sayid perché è uno zombie e Claire perché è pazza, ad un altro punto di incontro, dove con la barca a vela abbandonano Locke per raggiungere Widmore.
Sayid raggiunge Desmond nel luogo dove è tenuto prigioniero per ucciderlo. Mentre lo tiene sotto tiro, Desmond gli chiede che cosa Locke gli darà in cambio e quando Sayid risponde: "La donna che amavo" Desmond controbatte: "E che cosa le dirai quando scoprirà cosa hai fatto per averla?", Sayid non uccide Desmond ma dice a Locke di averlo fatto.
Jack e i suoi compagni raggiungono Sawyer e Kate alla barca: stanno per partire quando Claire li raggiunge con un fucile, Kate però la persuade ad andare con loro da Widmore e Claire avverte che quando Locke lo scoprirà diventerà una furia.
La barca parte e durante il viaggio Jack ha una discussione con Sawyer nella quale fa presente che secondo lui è un errore lasciare l'isola; Sawyer non è d'accordo e lo invita a scegliere se proseguire con lui o abbandonare la barca, cosa che Jack fa, tuffandosi in mare.
Sawyer e il suo gruppo raggiungono Widmore, finalmente Sun e Jin si incontrano ma Widmore viene meno all'accordo con Sawyer e li imprigiona.
Il campo di Locke viene bombardato da Widmore, ma Locke salva Jack e gli dice di non preoccuparsi perché adesso è con lui.

## Il candidato
- Titolo originale: The Candidate
- Diretto da: Jack Bender
- Scritto da: Elizabeth Sarnoff e Jim Galasso
- Episodio dedicato a: Jack e Locke

### Trama
Jack si sveglia sull'isola dell'Idra con Sayid ed il falso Locke: i tre, intenzionati a liberare gli amici, si incamminano al campo di Widmore, che intanto cattura quelli sbarcati precedentemente (Kate, Sawyer, Sun che aveva ritrovato Jin, Hugo, Lapidus e Claire), ignorando il proprio patto con Sawyer.
Intanto, nella Los Angeles del 2004, Jack viene chiamato per operare John Locke, quest'ultimo, dopo l'operazione, rifiuta l'aiuto del dottore non facendosi operare alla schiena per recuperare l'uso delle gambe ignorando di essere un candidato per la riuscita dell'intervento.
In seguito sull'Idra, Sayid spegne la fonte di energia che alimenta la barriera sonica di Widmore, così il fumo nero uccide i soldati e Jack libera Hugo, Kate, Sawyer, Jin, Sun, Claire e Lapidus, che erano stati rinchiusi nelle gabbie della base della Dharma.
Intanto John scopre che sull'aereo vi è dell'esplosivo e non fa salire nessuno, preferendo prendere il sottomarino. Ma arrivati al molo restano vittima di un'imboscata da parte degli uomini di Widmore. Kate viene ferita ad una spalla. Jack ne approfitta per lanciare il falso Locke in mare per poi salire sul sottomarino con i suoi amici, tranne Claire e Locke.
Aprendo il suo zaino Jack vi trova dentro dell'esplosivo C4 con un timer. Sayid e Sawyer vogliono disinnescarlo ma Jack si oppone: è convinto che la bomba non esploderà, e questo perché probabilmente a Locke non è "permesso" ucciderli, altrimenti lo avrebbe già fatto. Forse invece Locke vuole che loro sei si uccidano l'un l'altro. Incapace di fidarsi di lui, Sawyer stacca i fili e il timer, dopo essersi fermato un istante, riparte più velocemente, mostrando che il dottore aveva ragione. Sayid allora prende la bomba e, prima che esploda, si lancia il più lontano possibile dagli amici, lasciando tutto nelle mani del dottore.
Nella vita del 2004, Jack cerca ulteriormente di convincere John a fare l'operazione, ma quest'ultimo rifiuta ancora ed esce dall'ospedale dando l'addio al dottore. Successivamente Jack, vedendo Claire andare al Motel da sola, la invita a restare a casa sua, essendo ora loro una famiglia e la ragazza accetta l'offerta del fratellastro.
Mentre nel sottomarino Sayid esplode con la bomba, Jin si lascia affogare insieme a Sun piuttosto che abbandonarla,dal momento che la donna è incastrata tra i rottami della cabina e non può essere portata in salvo; Lapidus sbatte la testa e il suo destino è ignoto; Hugo salva Kate e Jack salva Sawyer ormai in fin di vita.
Il falso Locke comprende che non sono morti tutti e dice a Claire che sarebbe andato a finire ciò che aveva iniziato. Intanto i quattro sopravvissuti raggiungono la spiaggia dell'altra isola e decidono di andare a salvare Desmond, la loro ultima speranza per sopravvivere, ancora vivo nel pozzo dopo l'incontro con l'iracheno che lo aveva risparmiato.

## Al di là del mare
- Titolo originale: Across The Sea
- Diretto da: Tucker Gates
- Scritto da: Damon Lindelof e Carlton Cuse
- Episodio dedicato a: Jacob e l'Uomo in nero

### Trama
Una giovane donna incinta, di nome Claudia, approda sull'isola superstite di un naufragio. Mentre si disseta in un rivo d'acqua la soccorre e la accoglie una misteriosa donna, che vive da sola sull'isola. La donna è molto schiva alle domande di Claudia che le chiede dove sia la sua gente e come sia arrivata sull'isola. La donna rivela di essere arrivata per caso, di vivere sola e di non aver incontrato alcuna persona. Ma il tempo è arrivato e per Claudia è il momento di dare alla luce un bambino, Jacob. Tuttavia si tratta di un parto gemellare, gemelli eterozigoti; Claudia confessa di non aver mai pensato ad un nome per il secondo bambino in quanto non sapeva di essere in attesa di due gemelli. La misteriosa donna non permette a Claudia neppure di vedere il secondo bambino perché la aggredisce e la uccide colpendola in testa con una pietra.
La donna, fingendosi loro madre, cresce i due ragazzi isolati, puri, e con la convinzione che al di là del mare non c'è nulla. Fin dal principio si rivela la differenza tra i due fratelli: Jacob è molto attaccato alla "madre" e crede ciecamente in lei; suo fratello, invece, si dimostra più indipendente e schivo, e non sembra credere che oltre all'isola non ci sia nulla, tant'è che pone continue domande alla "madre" sulla loro provenienza, domande che non trovano una chiara risposta. Un giorno, mentre i due fratelli sono a caccia, si imbattono in tre uomini: spaventati, si nascondono e corrono dalla loro "madre" per raccontarle cosa hanno visto. La donna non perde tempo e, dopo avergli fatto promettere che non sarebbero mai andati da quelle persone poiché avrebbero fatto loro del male li benda e li porta in un posto dell'isola che non avevano mai visto. Alle domande del fratello di Jacob, che chiede perché quegli uomini siano cattivi, la "madre" risponde che è perché sono persone, e le persone fanno tutte così: arrivano, combattono, distruggono, corrompono. Finisce sempre nello stesso modo. Loro due però sono diversi, lei ha "fatto in modo" che non possano farsi del male a vicenda. Ormai liberi dalle bende, i due ragazzi possono osservare il luogo dove la donna li ha condotti. Di fronte a loro appare uno spettacolo straordinario: da una grotta proviene una luce fortissima e bellissima, che la donna rivela essere l'anima dell'isola e che il suo compito è di proteggerla, compito che sarebbe stato poi trasmesso ad uno di loro.
Passato ormai del tempo, mentre i due ragazzi giocano assieme appare una donna, che solo il fratello di Jacob vede e che si rivela essere Claudia, la vera madre dei due ragazzi; ella porta il ragazzo fino all'accampamento degli uomini che erano naufragati sull'isola tempo addietro con lei, dicendogli che quella era la sua gente, proveniente da una terra al di là del mare. Tornato da Jacob, lo informa delle rivelazioni che ha ricevuto, ma Jacob non accoglie bene l'intenzione del fratello di unirsi agli "altri" uomini, per cercare un modo per lasciare l'isola.
Da questo momento le loro strade si separano: Jacob continua a vivere con la donna che lo ha allevato e cresciuto (sebbene venga a sapere da essa stessa che le rivelazioni fatte dalla donna apparsa erano vere), mentre suo fratello cresce fra quegli uomini che sarebbero stati la sua gente se sua madre Claudia non fosse stata uccisa dalla custode dell'isola. Con un salto temporale di trent'anni troviamo i due ormai quarantenni, Jacob si reca a far visita al fratello, il quale gli rivela che la sua gente ha scoperto il notevole potere dell'isola e che sta studiando un modo per sfruttarlo per andarsene.
Tornato dalla donna le rivela le intenzioni del fratello e, durante la notte, la donna approfitta del sonno di Jacob per andare a far visita a colui che l'aveva abbandonata. Dopo che questi le rivela i progetti che la sua gente ha per sfruttare i poteri dell'isola, la donna lo spinge contro una roccia e lo fa svenire. Poi, tornata a svegliare Jacob, lo porta di nuovo con sé alla grotta della sorgente della luce che aveva mostrato a lui e al fratello quando erano ragazzi. La donna, mormorando una specie di litania, versa in un calice un liquido scuro da una bottiglia di vetro e lo porge da bere a Jacob; gli viene affidato così il compito di proteggere la sorgente, con una raccomandazione: di non entrare mai dentro la grotta. Ciò che succede a chi vi entra, dice, è "peggio della morte". Jacob beve dal calice e la donna dice: "Ora siamo la stessa cosa".
La mattina dopo, il fratello di Jacob riprende i sensi e scopre che il suo unico modo per sfuggire all'isola è distrutto; l'accampamento è in fiamme e tutti i suoi compagni sono morti. Essendosi reso conto che tutti i progetti per lasciare l'isola sono andati in fumo, si reca dalla custode dell'isola e la uccide. 
Quando Jacob vede la donna morta colpisce il fratello e, portatolo alla sorgente della Luce, in preda all'ira lo scaraventa nella grotta: l'uomo viene come inghiottito dalla sorgente e dalla bocca della grotta, al suo posto, esce il "fumo nero". Jacob trova poi il cadavere del fratello a pochi passi da lì, lungo il fiume; pentitosi, lo porta nelle grotte in cui un tempo avevano vissuto e sistema i corpi, ormai senza vita, delle persone che aveva tanto amato una accanto all'altro e dice loro addio.
Le immagini ci riportano ad uno dei primi episodi della serie in cui Jack e Kate scoprono i corpi di un uomo e una donna, che ora si sa essere della custode dell'isola e del fratello di Jacob, e John Locke che commenta: - I nostri Adamo ed Eva -.
- Guest star: Mark Pellegrino, Titus Welliver, Allison Janney, Kenton Duty, Ryan Bradford, Lela Loren, Ivo Nandi.

## Quello per cui sono morti
- Titolo originale: What They Died For
- Diretto da: Paul Edwards
- Scritto da: Edward Kitsis, Adam Horowitz e Elizabeth Sarnoff
- Episodio dedicato a: Tutti i personaggi

### Trama
Jack, Kate, Sawyer e Hurley sono sulla spiaggia. Mentre Jack cura Kate, i due si mettono d'accordo sull'uccidere il falso Locke. Così si addentrano nella foresta. Il gruppo si divide, Hurley e Kate più avanti e Jack e Sawyer più indietro. Davanti a Hurley, compare il bambino biondo che ha fatto la sua apparizione davanti a Locke varie volte, una delle quali mentre quest'ultimo era in compagnia di Jack. Il bambino è in realtà Jacob che chiede a Hugo le ceneri raccolte da Ilana, affermando che gli appartengono. Hurley insegue il ragazzo, che, dopo aver afferrato le ceneri, fugge via. Quando lo raggiunge, si trova dinanzi Jacob con un falò acceso, alimentato dalle sue stesse ceneri. Jacob rivela ad Hurley che all'estinzione del fuoco lui sparirà per sempre e gli ordina di richiamare lì tutti i sopravvissuti. Intanto la scena si sposta su Ben, Richard e Miles che giungono alle case della Dharma per recuperare del c4 nel nascondiglio in cui Ben credeva di poter evocare "il mostro". Lì troveranno Zoe, la spia di Charles: quest'ultimo, che entra nella casa più tardi, ordina a Zoe di controllare Locke, che nel frattempo è appena sceso sull'isola principale grazie a una canoa. La spia ritorna alla casa dando le informazioni, così il gruppo appena formato decide di chiudersi dentro lo stanzino segreto nella casa di Ben, anche se quest'ultimo vorrebbe fare i conti con Locke a costo di rimanere ucciso. Così, mentre Miles fugge via, Richard rimane con Ben. I due escono dall'edificio aspettando l'inevitabile, ma Richard non è preoccupato: sicuro del fatto che Locke lo voglia come alleato, vuole convincerlo a non fare del male a Ben. I due, ormai all'aperto, sentono il rumore del "mostro": questo, con una velocità impressionante, afferra Richard, che tra urla atroci viene portato via. Ben, spiazzato e impaurito, vede arrivare Locke, il quale gli propone un accordo: se Ben ucciderà per lui, nel momento in cui lascerà l'isola egli concederà a Ben il diritto di viverci. Ben accetta e rivela il nascondiglio di Charles e Zoe: entrando dentro al ripostiglio vi trovano i due. Locke fa delle domande a Zoe, ma Charles le ordina di non rispondere: di colpo Locke le taglia il collo, affermando che la donna era divenuta inutile visto che non poteva parlare. Locke chiede al superstite cosa fosse venuto a fare sull'isola, minacciandolo di uccidere sua figlia Penelope se non avesse risposto alla domanda. Charles afferma qualcosa su Desmond, ma si rifiuta di continuare la conversazione di fronte a Ben. Charles aveva detto a Ben che era stato Jacob a chiedergli di tornare. Quando Ben si allontana, Charles sussurra qualcosa all'orecchio di Locke ma, mentre gli sta passando le informazioni, Ben gli spara, uccidendolo, poiché non voleva dargli l'opportunità di salvare la figlia Penelope. Locke, comunque, ha ricevuto le informazioni che desiderava e Ben vuole sapere chi altro deve uccidere per completare l'accordo. Sull'isola è giunta sera e si vede che Jack, Sawyer, Hugo e Kate arrivano da Jacob e che tutti quanti riescono a vederlo. Quest'ultimo dice di essere rammaricato e dispiaciuto della morte di Jin, Sun e Sayid e spiega che uno di loro sopravvissuti dovrà essere il suo successore e continuare la sua missione di proteggere l'isola dal "mostro", e per questo parla loro della luce al centro dell'isola. Dice di aver scelto loro perché sono soli come lui e hanno bisogno dell'isola, ma che non sarà lui a scegliere, bensì tra di loro dovranno decidere chi dovrà proseguire la missione. Dopo un breve silenzio, Jack si offre volontario e viene portato a una sorgente. Dopo un rituale gli viene fatta bere dell'acqua da una coppa, proprio come aveva fatto Jacob. Jacob gli dice che ora sono uguali e gli rivela che, quando Jack si era svegliato nella foresta dei bambù dopo il disastro aereo, era molto vicino alla luce. La scena ritorna a Locke, che ha portato Ben al pozzo dove era intrappolato Desmond. Quest'ultimo è sfuggito a Sayid che avrebbe dovuto ucciderlo, essi infatti scoprono che invece è fuggito con una corda. Locke rivela a Ben ciò che Charles gli ha detto: Desmond era l'ultima occasione per salvare l'isola, a causa delle sue doti di resistenza all'elettromagnetismo. Locke afferma che lo troverà e userà le sue doti, invece, per distruggere l'isola.
Nella Los Angeles del 2004, John si presenta da Jack e accetta finalmente di sottoporsi all'operazione.
Nel frattempo Sayid, Kate e Desmond salgono su un furgone della polizia per essere trasferiti in un altro carcere. L'autista del furgone, Ana Lucia, d'accordo con Desmond e Hugo, li fa però fuggire dopo aver ricevuto da quest'ultimo un grosso compenso.

## La fine - 1ª e 2ª parte
- Titolo originale: The End
- Diretto da: Jack Bender
- Scritto da: Damon Lindelof e Carlton Cuse
- Episodio dedicata a: Tutti i personaggi

### Trama
- Timeline principale (2007)

Miles ritrova Richard vivo, dopo che quest'ultimo era stato colpito dal fumo nero; essi decidono di andare a distruggere l'aereo e, mentre si trasferiscono sull'altra isola, trovano in mare Lapidus che si è salvato dall'affondamento del sottomarino, aggrappandosi a dei salvagenti. Il falso Locke ritrova Desmond che nel frattempo era stato liberato dal pozzo da Rose e Bernard che si sono isolati da tutto e da tutti, vivendo in pace in una piccola zona dell'isola con Vincent, il cane di Walt. Locke minaccia di ucciderli se Desmond non lo avesse seguito, questi accetta a condizione che li lasci in vita. Jack si incontra con l'Uomo in Nero per caso in uno spiazzo erboso ed entrambi si accordano per dirigersi verso il centro dell'isola, insieme a Desmond. Jack è convinto che questi sia la soluzione per uccidere il finto Locke, mentre quest'ultimo crede che sia la chiave per distruggere l'isola e poter finalmente scappare con la barca. Solo loro tre vanno alla sorgente, gli altri grazie al walkie-talkie di Ben apprendono da Miles che anziché distruggere l'aereo i tre vogliono farlo decollare, grazie all'aiuto di Lapidus. Desmond accetta di scendere nella grotta, dove si vede una potente luce provenire da una vasca, il cui centro è chiuso da un sigillo, tutt'intorno è pieno di scheletri perché evidentemente nessuno in passato è riuscito a sopravvivere a quella forza magnetica. Quando Desmond entra nell'acqua inizia ad essere travolto da potenti ondate di elettromagnetismo, a cui lui però risulta essere immune, e infatti, seppure indebolito, riesce a raggiungere il centro della vasca e a togliere il sigillo, che provoca la disattivazione della sorgente e anche dei poteri dell'isola. L'uomo poco dopo si accascia svenuto. Improvvisamente la luce scompare e dal buco esce un fumo rosso ed iniziano dei terremoti, che preannunciano l'inabissamento dell'isola. Locke dimostra a Jack quindi di aver vinto, poiché l'isola sta affondando, ma quando Jack in collera lo colpisce e lo ferisce al labbro, entrambi intuiscono di essere tornati mortali. Locke riesce a tramortire Jack e si dirige sulla scogliera, dove è ormeggiata la sua barca. Il medico però lo raggiunge ed inizia una lotta feroce durante la quale Jack viene gravemente pugnalato all'addome. Locke però, prima di uccidere Jack, viene colpito alla schiena da una fucilata sparata da Kate. Jack spinge il corpo di Locke oltre il precipizio sulla scogliera. L'Uomo in nero è morto, e per evitare che l'isola affondi Jack decide di andare a rimettere il sigillo al centro della vasca.
Prima di dirsi addio, Kate chiede a Jack se lo rivedrà, ma l'uomo scuote la testa. I due si lasciano dichiarandosi il reciproco amore. Sawyer e Kate prendono la barca e si dirigono verso l'aereo che nel frattempo viene rattoppato da Lapidus, Richard (che nel frattempo capisce di essere tornato mortale) e Miles. Hugo e Ben invece rimangono con Jack e lo accompagnano di nuovo al cuore dell'isola, consci del fatto che sono destinati a restare su di essa, qualsiasi cosa accada.
Di lì a non molto Lapidus, Richard, Sawyer, Kate, Claire (che in un primo momento non voleva salire, per paura di non essere una buona madre a causa del suo stato mentale) e Miles riescono finalmente a fuggire dall'isola, decollando con l'aereo fortunosamente riparato da Lapidus. Arrivato alla sorgente, Jack capisce che il suo unico scopo era quello di fermare l'Uomo in nero e rimettere il sigillo sacrificandosi per salvare l'isola ma spetta a qualcun altro proteggerla: Hurley, che accetta a malincuore di sostituirsi a Jack, ormai morente, nel ruolo di Custode dell'isola. 
Dopo questo accordo con Hurley, Jack torna nel pozzo al centro dell'isola, aiuta Desmond a tornare in superficie e ricolloca il sigillo al suo posto. Jack, sempre più debole, si lascia cadere al centro della vasca, che torna a riempirsi di acqua e di luce. I terremoti si placano.
Desmond è vivo ed Hurley, nel suo ruolo di nuovo Custode dell'isola, non sa cosa deve fare ora. Benjamin gli suggerisce di fare ciò gli riesce meglio, prendersi cura delle persone, incominciando con Desmond e facendolo tornare a casa. Ben suggerisce ad Hurley che ora è lui a stabilire le regole dell'isola; Hurley chiede a Ben se lo aiuterà, questi risponde: "Sarebbe un onore", diventando così il suo braccio destro (come lo era stato Richard con Jacob), ottenendo in questo modo la tanto agognata possibilità di essere il portavoce del "Custode".
Poco dopo il dottore, allo stremo delle forze, si ritrova all'esterno dell'abisso, vicino allo stesso canneto di bambù in cui aveva ripreso conoscenza dopo la caduta dell'aereo, all'inizio di tutto. L'ultima cosa che Jack vede prima di morire è l'aereo che decolla dall'isola portando in salvo i suoi amici. Il suono dei motori del veicolo è lo stesso che durante tutta la serie ha sempre preceduto i salti narrativi tra il presente e i tempi alternativi. Il cane di Walt, Vincent, resta al fianco del medico mentre questi chiude gli occhi e muore.
- Flashsideways

Desmond ha continuato a radunare con sé gli abitanti dell'isola e a farli incontrare tra loro. Alcuni, quando entrano in contatto fisico con gli altri, cominciano progressivamente a ricordare le vicende vissute sull'isola e dei rapporti avuti, e dopo un po' tutti si riuniscono in una chiesa. Tra essi ci sono personaggi scomparsi da tempo, come Boone, Shannon (tornata insieme a Sayid) e Charlie che è insieme a Claire. Kate sopraggiunge tra gli ultimi, in compagnia di Jack, che ha da poco finito di operare Locke alla schiena, consentendogli di riprendere a camminare sulle sue gambe. La donna invita Jack ad entrare da una porta sul retro, dove l'uomo trova la bara di suo padre. Non appena la tocca, tutti i suoi ricordi tornano alla luce, com'era già successo per gli altri abitanti dell'isola. 
Jack apre la bara e la scopre vuota. Christian Shephard è in piedi alle sue spalle e dopo un attimo di incertezza Jack capisce di essere morto. Chiede a suo padre se anche gli altri sono tutti morti e lui risponde che: "Alcuni sono morti prima di te, mentre altri sono morti molto dopo". 
Quindi il mondo che noi pensavamo parallelo in realtà è una sorta di limbo creato dalle anime dei protagonisti della storia per potersi ritrovare tutti assieme per poi trapassare. 
Nel frattempo arriva anche Locke dall'ospedale ed incontra Ben: questi si scusa per averlo ucciso e Locke lo perdona, dopo si alza in piedi dalla sedia a rotelle e camminando entra in chiesa. Jack e Christian entrano nella chiesa per incontrare gli altri presenti: sono i protagonisti della storia, i sopravvissuti incontratisi con Jack sulla spiaggia, in particolare quelli che hanno costruito intensi rapporti reciproci di amicizia, di affetto, di solidarietà e di amore; la loro avventura sull'isola quindi li ha legati a tal punto che anche da morti hanno aspettato di riunirsi tutti prima di andare nell'aldilà. 
Sono presenti anche persone che non erano sull'aereo, come Juliet, che si è ricongiunta a James, poi Desmond e Penelope. Mancano personaggi principali come Michael (che sappiamo essere bloccato con lo spirito sull'isola), Walt, altri come Mr. Eko (che si è redento prima di morire, quindi già trapassato), personaggi secondari come Ana Lucia, Daniel Faraday e Charlotte,  e altri che "non sono ancora pronti". 
Hurley esce un attimo dalla chiesa e trova Benjamin Linus il quale preferisce restare fuori, non sentendosi ancora pronto per il passo successivo. Hurley gli dice che per lui è stato un grande "numero due" e Ben risponde "E tu sei stato un fantastico numero uno" (evidentemente dunque Hurley ha saputo essere un ottimo Custode dell'isola).
 Il padre di Jack spiega a suo figlio che tutto quello che ha vissuto è successo veramente e che in quella chiesa si trovano tutti i suoi compagni d'avventura che sono deceduti prima o dopo la sua morte, smentendo la teoria secondo la quale "sono morti tutti dall'inizio".
All'interno della chiesa, dopo strette di mano, baci e abbracci, Christian Shephard fa strada a tutti ed esce dall'ingresso principale della chiesa. Quando le porte vengono spalancate, tutti sono inondati da una luce abbagliante e trapassano insieme. 